# Antonio Galassi
Antonio F. Galassi o Antoine Galassi (1845 – 1904) è stato un baritono italiano che fece il suo debutto a New York, all'Accademy of Music durante la stagione 1878-1879 e vi rimase per tutto il 1884.

## Biografia
Era considerato un grande baritono, popolare e infuocato, fino al 1883 quando, secondo alcune fonti, perse la voce durante l'esecuzione dei Puritani. Anche se in seguito si esibì ancora occasionalmente (soprattutto durante i concerti), anche nel 1890, la sua voce non era più eccezionale come prima.